# Basiothia aureata
Basiothia aureata is een vlinder van de familie van de pijlstaarten (Sphingidae), van de onderfamilie van de Macroglossinae. De wetenschappelijke naam van deze soort is voor het eerst voorgesteld als Ocyton aureata door Ferdinand Karsch in een publicatie uit 1891.

## Verspreiding
De soort komt voor in Liberia, Kameroen, Congo-Kinshasa, Oeganda, Kenia, Tanzania, Angola, Zambia en Zimbabwe.

## Waardplanten
De rups leeft op Impatiens sp. (Balsaminaceae).